# Klaszter5
A klaszter5, amelyet a dán Állami Szérum Intézet (SSI) ΔFVI-spike néven is említ, a COVID-19-et okozó SARS-CoV-2 vírus valószínűleg kihalt változata. A vírust a dániai Észak-Jütlandban fedezték fel, és feltehetően a nercekről terjedt át emberekre a nyércfarmokon keresztül. 2020. november 4-én bejelentették, hogy a dániai nyércállományt kiirtják, hogy megakadályozzák e mutáció esetleges terjedését, és csökkentsék az új mutációk előfordulásának kockázatát. Észak-Jütland hét településén zárlatot és utazási korlátozásokat vezettek be, hogy megakadályozzák a mutáció terjedését, ami veszélyeztethette volna a COVID-19 világjárványra adott nemzeti vagy nemzetközi válaszlépéseket.
Az Egészségügyi Világszervezet (WHO) megállapította, hogy az 5-ös klaszter „mérsékelten csökkent érzékenységű a semlegesítő antitestekkel szemben”. Az SSI figyelmeztetett, hogy a mutáció csökkentheti a fejlesztés alatt álló COVID-19 vakcinák hatását, bár nem valószínű, hogy használhatatlanná teszi azokat. A lezárást és a tömeges tesztelést követően az SSI 2020. november 19-én bejelentette, hogy az 5-ös klaszter minden valószínűség szerint kipusztult.

## Fordítás
Ez a szócikk részben vagy egészben  a   Cluster 5 című angol Wikipédia-szócikk ezen változatának fordításán alapul.  Az eredeti cikk szerkesztőit annak laptörténete sorolja fel. Ez a jelzés csupán a megfogalmazás eredetét és a szerzői jogokat jelzi, nem szolgál a cikkben szereplő információk forrásmegjelöléseként.